# Conjugaison de phase acoustique
La conjugaison de phase acoustique est un ensemble de techniques permettant d'appliquer la conjugaison de phase aux ondes acoustiques.

## Techniques

Diagramme représentant une interaction phonon-photon

La conjugaison de phase acoustique peut apparaître dans un solide lorsque la vitesse du son dans ce milieu est modulée par un champ électromagnétique. La génération d'une onde conjuguée peut être vue comme la décomposition d'un photon en deux phonons, comme montré sur le diagramme. Les deux phonons ont des vecteurs d'onde opposés k et -k (ils se propagent dans des directions opposées) et une fréquence deux fois plus petite que celle du photon.
Les techniques de pompage paramétrique peuvent être appliquées dans plusieurs milieux :
- Dans les cristaux piézoélectriques, l'effet piézoélectrique produira une modulation inférieure au pour cent.
- Dans les cristaux magnétiques, une modulation de plusieurs dizaines de pour cent peut être atteinte grâce au couplage magnétoacoustique, qui peut encore être amélioré en combinant la magnétostriction et les effets de transition de réorientation de spin ou la résonance magnétoacoustique. Une amplification « géante », ou « supercritique », qui peut atteindre 80 dB, peut être obtenue au-delà du seuil d'instabilité des phonons dans les milieux magnétoacoustiques.
- Dans les semiconducteurs, l'interaction paramétrique entre les phonons et le plasmon peut être produite par un champ électrique alternatif ou une pompe optique modulée.

## Applications
L'auto-compensation de la distorsion de phase et les propriétés d'auto-focalisation de l'onde conjuguée sont utilisées dans les techniques de contrôle non destructif. En thérapie médicale, elles peuvent être combinées avec l'amplification géante pour détruire les tumeurs, par exemple en lithotripsie et en thermothérapie.
L'imagerie acoustique peut être améliorée par l'application sélective de la conjugaison de phase à certaines harmoniques de l'onde incidente. Ceci réduit la distribution focale de ces harmoniques ainsi que les lobes latéraux et le bruit de réverbération, augmentant ainsi la résolution de l'image.
La conjugaison de phase acoustique sélective permet de détecter des objets isoéchogènes dont les paramètres non linéaires diffèrent de ceux du milieu. Les propriétés acoustiques de tels objets sont proches de celles du milieu, ce qui les rend invisibles pour les techniques d'échographie traditionnelles.
Un autre champ d'application est la vélocimétrie ultrasonore, plus précise d'un ordre de grandeur que celle utilisant l'effet Doppler classique . Les vélocimètres à conjugaison de phase se sont montrés capables de mesurer correctement la vélocité d'écoulement dans les écolements laminaires au sein des tubes, des écoulements tourbillonnaires sous des disques en rotation et des jets d'eau immergés.